# Снеллгроув, Дэвид
Дэвид Снэллгроув (англ. David Llewellyn Snellgrove; 29 июня 1920, Великобритания — 25 марта 2016, Италия) — британский тибетолог. Автор многих работ. Эмерит-профессор Лондонского университета. Член Британской академии (1969).

## Биография
Родился в семье офицера, имел старших брата и сестру.
Учился в Саутгемптонском университете.
В годы войны служил в армии, с 1941 года, демобилизовался в 1946 году. В 1946—1950 годы учился в Куинз-колледже Кембриджского университета. Затем в 1950—1982 годы преподавал в Школе восточных и африканских исследований Лондонского университета, с 1978 года профессор, с 1982 года в отставке, эмерит.
Учился у Джузеппе Туччи.
Женат не был.
Прах его был захоронен в Камбодже.

## Сочинения
- Snellgrove, David. The Hevajra Tantra: A Critical Study. — Oxford University Press, 1959. — 188 p.
- Snellgrove, David. Indo-Tibetan Buddhism : Indian Buddhists and their Tibetan successors. — London: Serindia Publications, 1987. — Boston: Shambhala, 1987. [Vol.I. P.1-304. — ISBN 9780877733119; Vol.II. P.305-640. —] ISBN 9780877733799; — Boston: Shambhala, 2002. — 640 p. — ISBN 1570629730, ISBN 9781570629730, ISBN 9745242128, ISBN 9789745242128